# (6466) Drewesquivel
(6466) Drewesquivel est un astéroïde de la ceinture principale.

## Description
(6466) Drewesquivel est un astéroïde de la ceinture principale. Il fut découvert le 25 juin 1979 à Siding Spring par Eleanor Francis Helin et Schelte J. Bus. Il présente une orbite caractérisée par un demi-grand axe de 2,56 UA, une excentricité de 0,12 et une inclinaison de 13,8° par rapport à l'écliptique.